# Os Transparentes
Os Transparentes é um romance do escritor angolano Ondjaki publicado em 2012 pela Caminho, vencedor da oitava edição do Prémio Literário José Saramago, em 2013.
Os Transparentes dá vida a uma vasta galeria de personagens onde encontramos os grupos sociais, intercalando diálogos com sugestivas descrições de uma Luanda degradada e moderna. 
A Guerra Civil de Angola está presente em toda a obra, referida indirectamente em vários momentos. Destaca-se a seguinte referência:
```
«a guerra», dizia-se, «é uma lembrança sempre a sangrar, e a qualquer momento você abre a boca, ou gesticula, e o que sai é um traço encarnado de coisas que você não sabia que sabia»

todos os angolanos tinham, portanto, alguma paranoia com armas ou armamentos, todos tinham uma estória para contar ou um episódio por inventar
```

## Enredo
O romance acompanha a história de um homem, Odonato, que se vai tornando invisível. Habitante de Luanda e do sétimo andar do PrédiodaMaianga, partilha a sua vida com a família e inúmeros vizinhos.

Em Luanda decorrem escavações em busca do petróleo, que tiram o sossego aos moradores da cidade.

## Personagens
- Odonato - personagem principal que enfrenta as maiores adversidades (pobreza, fome, burocracia, violência e o desencanto);
- Xilisbaba - esposa de Odonato;
- Amarelinha - filha de Odonato e Xilisbaba;
- AvóKunjikise - familiar de Odonato, a mais velha da família;
- CienteDoGrã - filho de Odonato, deliquente;
- Edú - possui uma hérnia gigante;
- Paizinho - órfão trabalhador, vive separado da mãe;
- JoãoDevagar - organiza um cinema no terraço do edifício;
- Esquerdista - boémio que frequenta o bar BarcaDoNoé;
- MariaComForça
- Jornalista estrangeira - inglesa que visita o prédio e entrevista alguns moradores;
- DavideAirosa - especialista em petróleo que adverte sobre os perigos das escavações do petróleo;
- Raago - especialista norte-americano levado para Angola;
- Ministro - político que representa os interesses do governo;
- RibeiroSecco - também conhecido como DomCristalino, empresário que representa os interesses privados (transporte de água);
- PauloPausado - jornalista;
- Clara - namorada de PauloPausado;
- ManRiscas - ou coronel Hoffmann, homem que se aproveita da sua patente para transitar entre classes;
- Carteiro - procura um veículo que ajudasse o seu trabalho;
- DestaVez e DaOutra - fiscais irmãos gémeos, entram no prédio para obter propinas;
- GaloCamões - galo zarolho;
- Cego;
- VendedorDeConchas
- ZéMesmo
- CamaradaMudo